# Каникаттини-Баньи
Каникаттини-Баньи (итал. Canicattini Bagni) — коммуна в Италии, располагается в регионе Сицилия, подчиняется административному центру Сиракуза.
Население составляет 7510 человек, плотность населения составляет 501 чел./км². Занимает площадь 15 км². Почтовый индекс — 96010. Телефонный код — 0931.
Покровителем населённого пункта считается Архангел Михаил. Праздник ежегодно празднуется 29 сентября.